# Zemlinského kvarteto
Zemlinského kvarteto (Zemlinsky Quartet) je české smyčcové kvarteto.
Jméno skladatele Alexandera Zemlinského přijalo v prosinci 2005, do té doby (od r. 1994) vystupovalo pod názvem Penguin Quartet. Od r. 1999 hraje ve složení František Souček (1. housle), Petr Střížek (2. housle), Petr Holman (viola), Vladimír Fortin (violoncello).

## Nahrávky
- Dvořák, Janáček, Richter, Suk, 2003
- J. Suk: Smyčcové kvartety, 2004
- A. Dvořák: Rané smyčcové kvartety, 2007
- A. Zemlinsky: Smyčcové kvartety č. 1 a 3, 2007
- F. Schubert: Rané skladby pro smyčcové kvarteto, 2008
- B. Martinů: Smyčcové kvartety č. 1, 2008
- F. Mendelssohn-Bartholdy: Smyčcový kvartet op. 18, smyčcový kvintet op. 12 (s violistou J. Klusoněm), 2008
- V. Kalabis: Smyčcové kvartety č. 4–7, 2009
- F. Mendelssohn-Bartholdy: Smyčcové kvartety op. 44/2 a op. 80, capriccio op. 81/3
- F. Mendelssohn-Bartholdy: Smyčcové kvartety op. 44/1, 44/3 a 81/1-2
- A. Zemlinsky: Raná komorní díla (se členy Pražákova kvarteta, violistou J. Klusoněm, sopranistkou L. Hájkovou a pianistou J. Klepáčem)
- J. Haydn: Smyčcový kvartet op. 76/3; W. A. Mozart: Smyčcový kvartet K. 465; L. van Beethoven: Smyčcový kvartet op. 18/6
- A. Zemlinsky: Smyčcový kvartet č. 2 a 4, Dvě věty pro smyčcové kvarteto
- A. Glazunov: Smyčcové kvartety č. 3 a 4, Idyla pro lesní roh a smyčcové kvarteto (s hornistou Ch. Essem)
- A. Dvořák: Smyčcové kvartety op. 34 a 106
- "Spain Through Strings" - Arriaga, Turina, Toldrá, Castelnuovo-Tedesco (s kytaristkou J. Rodriguez Brüllovou)

Všechny nahrávky kromě dvou nejstarších vydala firma Praga Digitals.

## Ocenění
- 1. cena na soutěži Beethovenův Hradec, 1999
- 1. cena na soutěži Bohuslava Martinů v Praze, 2004
- 2. cena na Pražském jaru 2005
- Cena Českého spolku pro komorní hudbu 2005
- 3. cena a Cena publika na London International String Quartet Competition, 2006
- 2. cena na Banff International String Quartet Competition (Kanada), 2007
- Cena Diapason d’Or (Francie) za nahrávku raných Dvořákových kvartetů, 2007
- Alexander Zemlinsky Förderpreis (uděleno Nadací A. Zemlinského, Vídeň), 2008
- 1. cena (1er Grand Prix) na soutěži Quatuors à Bordeaux (Francie), 2010